# Evelin Förster
Evelin Förster (* 1955 in Altenburg) ist eine deutsche Chanson-Interpretin und Autorin. Das Hauptaugenmerk ihrer Arbeit liegt auf der Verbindung von Kunst und Wissenschaft in der Exil-, Genealogie- und Provenienzforschung, wobei sie sich insbesondere mit Komponisten und Autoren im Bereich der Unterhaltungskunst des frühen 20. Jahrhunderts (1901–1938) beschäftigt.
In ihrer künstlerischen Arbeit verbindet sie ihren Vortrag der Lieder, Chansons und Texte mit zeitgenössischen Bildern (Illustrationen, Titelblätter und vorzugsweise Fotografien) und ggf. Einspielungen mit O-Tönen zu multimedialen Collagen.
Förster lebt und arbeitet in Berlin, seit 2015 ist sie mit dem Fotohistoriker Enno Kaufhold verheiratet.

## Leben
Bereits als Kind nahm Evelin Förster professionellen Gesangs-, Tanz- und Ballettunterricht und hatte erste Engagements am Landestheater Altenburg. Ihre künstlerische Ausbildung setzte sie mit einem Studium an der Staatlichen Ballettschule Leipzig fort, welches u. a. ein Seminar bei Gret Palucca beinhaltete. Ihre Gesangsausbildung absolvierte sie an der Fachschule für Musik Leipzig. Dem folgte ein postgraduales Studium an der Hochschule für Musik „Hanns Eisler“ Berlin in Berlin bei Ruth Hohmann.
Seit 1980 ist Förster freiberuflich als Sängerin und Schauspielerin tätig. 1988 hospitierte sie bei Frank Castorf am Deutschen Theater Berlin. Nach der Übersiedlung von Ost- nach West-Berlin hatte sie von 1989 bis 1991 ein Engagement als Sängerin, Tänzerin und Schauspielerin am Werktheater Wedding. Danach folgten u. a. Rundfunk- und Fernsehauftritte (z. B. Das kleine Fernsehspiel und Praxis Bülowbogen).
Der Schwerpunkt ihrer künstlerischen Tätigkeit liegt heute auf musikalisch-literarischen Soloprogrammen, mit denen Förster u. a. regelmäßig in Museen zu Gast ist (u. a. Käthe-Kollwitz-Museum Köln, Rheinisches Landesmuseum Bonn, Akademie der Künste Berlin, Museum Flensburg, Deutsches Exilarchiv 1933–1945 der Deutschen Nationalbibliothek Frankfurt/Leipzig).

## Exil-, Genealogie- und Provenienzforschung
Seit 1999 forscht Förster über meist vergessene Komponisten und Autoren im Bereich der Unterhaltungskunst zwischen 1901 und 1938. Das schließt die Erforschung der Biografien von Künstlerinnen, Künstlern sowie der Urheber im Bereich der Unterhaltungsmusik ein (Chanson, Schlager, Filmschlager etc.), die aufgrund ihres jüdischen Glaubens Deutschland ab 1933 verlassen mussten, deportiert und in den Konzentrationslagern ermordet wurden.
Eines der im Zuge dieser Forschung entstandenen Projekte ist Die Frau im Dunkeln – Eine Spurensuche, aus dem u. a. eine Buchpublikation hervorgegangen ist.
Für ihre Forschungstätigkeit hat Förster diverse Stipendien und Förderungen erhalten (u. a. aus dem Else-Heiliger-Fonds der Konrad-Adenauer-Stiftung). Fachliche Kooperationen gibt es bspw. mit Alan Lareau, Department of Foreign Languages and Literatures, University of Wisconsin Oshkosh.
Im Zuge ihrer Forschungsarbeiten entstand 2013 für das Berliner Themenjahr Zerstörte Vielfalt die multimediale Collage "Land des Lächelns" oder "Es wird schon wieder besser". Unerwünschte Künstler im Rampenlicht.

## Das ForschungsprojektDie Frau im Dunkeln – Eine Spurensuche
Försters bisher umfangreichste Forschungsarbeit ist Die Frau im Dunkeln – Eine Spurensuche.
Im Rahmen ihrer Recherchearbeiten gelang es Förster, überwiegend in Vergessenheit geratenen Komponistinnen und Autorinnen ausfindig zu machen, die zwischen 1901 und 1935 in den Bereichen Chanson, Film und in der Unterhaltungskunst gearbeitet haben. Einige hatten unter männlichen Pseudonymen gearbeitet oder mussten aufgrund ihres jüdischen Glaubens emigrieren. Jede von ihnen bereicherte das zu jener Zeit beispiellose Berliner Kulturleben auf ihre Weise. Das Projekt Die Frau im Dunkeln ist nach einer 1920 entstandenen Operette benannt, deren Gesangstexte von Eddy Beuth stammen. Erstmals konnten Angaben zu Leben und Werk von Eddy Beuth ermittelt werden.
Ein weiteres Verdienst der Forschungsarbeit ist die Überführung des Nachlasses von Henry Love aus London in das Exilarchiv der Deutschen Nationalbibliothek (kuenste-im-exil.de).
Die Ergebnisse des Projektes wurden in vielfältiger Form veröffentlicht. Entstanden sind ein Buch, ein Hörbuch und eine Notensammlung. Darüber hinaus wurden die Ergebnisse in Vorträgen, musikalischen Soloprogrammen und szenischen Lesungen einem breiten Publikum zugänglich gemacht.
Aufgrund ihrer jahrelangen Recherchen verfügt Förster über ein eigenes umfangreiches Notenarchiv mit Titeln aus der Zeit ab 1901.

## Lehrtätigkeit
Förster hatte verschiedene Lehraufträge, u. a. an der Humboldt-Universität zu Berlin sowie Seminare und Blockseminare an der Universität Warschau, an der Aristoteles-Universität Thessaloniki und an der Universität der Künste Berlin.

## Veröffentlichungen (Auswahl)
- Die Frau im Dunkeln: Autorinnen und Komponistinnen des Kabaretts und der Unterhaltung von 1901 bis 1935. Eine Kulturgeschichte. Mit Textbeiträgen von Anja Köhler, Jörg Engelhardt. Edition Braus, Berlin 2013. ISBN 978-3-86228-057-5
- zusammen mit Enno Kaufhold: Ja, ja am Strande… – Badekultur an der Ostsee von 1900 bis 1939. Edition Braus, Berlin 2014, ISBN 978-3-86228-090-2.[13]
- Das Lied der Gesellschaft. SchlagerChansons von 1915–1935. DNB 1111122369
- Ach, die Kerle… Chansons über die Liebe aus den Zwanziger Jahren. DNB 355448564
- Die Perlen der Cleopatra. Notentitelblätter von 1894 bis 1937 als Spiegel der Gesellschaft, Selbstverlag Evelin Förster, Berlin 2022